# Marcin Pietrzykowski
Marcin Pietrzykowski – polski leśnik, profesor nauk leśnych. Specjalizuje się w ekologii lasu i restytucji ekosystemów leśnych oraz rekultywacji terenów poprzemysłowych. 

## Życiorys
W 1999 uzyskał tytuł magistra inżyniera na Wydziale Leśnym Akademii Rolniczej im. Hugona Kołłątaja w Krakowie, w 2005 obronił pracę doktorską pt. Charakterystyka gleb i roślinności na gruntach rekultywowanych oraz na powierzchniach pozostawionych wyłącznie procesowi sukcesji na przykładzie wyrobiska kopalni piasku "Szczakowa", której promotorem był prof. Wojciech Krzaklewski, w 2011 habilitował się na podstawie pracy zatytułowanej Optymalizacja metod klasyfikacji siedlisk i kryteriów oceny rekultywacji leśnej na terenach pogórniczych na podstawie analizy związków glebowo-roślinnych. W 2016 uzyskał tytuł profesora nauk leśnych.
Pracuje na Uniwersytecie Rolniczym im. Hugona Kołłątaja w Krakowie, oraz jest członkiem Rady Doskonałości Naukowej (Zespołu IV Nauk Rolniczych) i  Komitetu Nauk Leśnych i Technologii Drewna PAN.   